# Alessandro Ferrero La Marmora
Alessandro Ferrero La Marmora, italijanski general, * 27. marec 1799, Torino, Piemont, † 7. junij 1855.
Najbolj je znan kot ustanovitelj bersaljerjov, italijanskega rodu lahke pehote.

## Življenjepis
Rodil se je kot osmi otrok (in tretji od moških otrok) v družini markiza Celestina Ferrera della Marmora, stotnika v Regimmento d'Ivrea in grofice Raffaelle Silver Bersazio, s katero sta imela 16 otrok. Tudi trije njegovi bratje so postali generali: Carlo Emanuele Ferrero La Marmora, Alfonso Ferrero La Marmora in Alberto Ferrero La Marmora.
Že zgodaj se je posvetil znanstvenemu preučevanju novih metod, katere bi bile lahko uporabljene za izboljšanje vojaške moči. Tako se je odpravil na študijsko potovanje po Franciji, Angliji, Bavarski, Saški, Švici in Tirolski, kjer je študiral njihovo oborožitev, organizacijo ter izobraževanje njihovih oboroženih sil. V svoji hiši je tako postavil delavnico, v kateri je sam eksperimentiral z različnimi modeli orožja.
Leta 1831 je prvič predlagal ustanovitev tretje vrsti lahke pehote - bersaljerov. Slednji so bili ustanovljeni leta 1835, ko je svoj predlog bersaljerov in novega modela topa pokazal kralju Karlu Albertu Savojskemu. 1. julija 1836 so se bersaljeri prvič javno pokazali na paradi; kralj Karl Albert je bil z njihovim nastopom takoj zadovoljen, da je ukazal njihovo vključitev v piemontsko redno vojsko.
Do konca življenja je tako La Marmora poveljeval bersaljerjom, ki so opravljali dolžnost lovcev: pripadniki lahke pehote so izvajali izvidništvo ter po potrebi delovali tudi kot jurišne enote. Prvotno jim je bila namenjena tudi vloga gorskih enot, ki pa je bila leta 1872 dodeljena novoustanovljenim Alpinom; od takrat med obema enotama obstaja rivalstvo.
Leta 1848 je sodeloval v bitki za Goito (1848) prve italijanske osamosvojitvene vojne, med katero je bil 8. aprila težko ranjen v čeljust. V času okrevanja je napisal prvi priročnik za usposabljanje in uporabo bersaljerov. Ob piemontskem vstopu v krimsko vojno je 22. marca 1854 na prigovarjanje svojega brata Alfonsa (ki je bil poveljnik celotne ekspedicijske sile) prevzel poveljstvo 2. piemontske ekspedicijske divizije., a je kmalu po izkrcanju na Krim umrl za kolero. 
V njegovem rodnem mestu so mu leta 1867 postavili spomenik.